# Josha Vagnoman
Josha Vagnoman (født 11. december 2000 i Hamborg) er en tysk-ivorisk fodboldspiller. Han har spillet for Hamburger SV siden sin barndom og er i øjeblikket spiller i VfB Stuttgart. Desuden er han tysk juniorlandsholdsspiller og lavede i marts 2023 sin første kamp for det tyske A-landshold.

## Baggrund
Josha Vagnoman blev født i Hamborg af en far fra Elfenbenskysten og en tysk mor. Han voksede op i Poppenbüttel, en bydel i Hamborg.

## Karriere i klubfodbold
Josha Vagnoman har spillet siden 6 års alderen for SC Poppenbüttel og senere for Hummelsbüttler SV, inden han kom på ungdomsakademiet (Nachwuchsleistungszentrum) hos Hamburger SV. I marts 2018 fik han i en alder af 17 år og 89 dage sin professionelle debut i Bundesligaen. På det tidspunkt var Vagnoman den yngste HSV-spiller, der spillede i en Bundesliga-kamp, og han er også den femte yngste spiller nogensinde, der har spillet i den bedste tyske division. I slutningen af 2017/2018-sæsonen rykkede Hamburger SV for første gang i sin historie ned fra Bundesligaen til den 2. Bundesliga.
Den 9. juli 2022 underskrev Josha Vagnoman en kontrakt med VfB Stuttgart indtil den 30. juni 2026.

## Karriere på landsholdet
I oktober 2017 blev Josha Vagnoman indkaldt til det tyske U-17-landshold til FIFA U-17-VM 2017 i Indien på grund af en skade hos Kilian Ludewig. Tyskland nåede kvartfinalen og tabte der mod Brasilien. Vagnoman spillede i tre kampe. På grund af hans alder var kampen mod Brasilien hans tredje og sidste kamp for dette hold. Den 23. marts 2018 spillede Josha Vagnoman en venskabskamp i Eilenburg mod Frankrig for det tyske U18-landshold i en venskabskamp. Denne kamp var hans eneste kamp for dette hold.
I november 2018 spillede han to gange for det tyske U19-landshold, inden han blev udtaget til 10. Oktober 2019 i en venskabskamp mod Spanien i Cordoba sin første optræden for det tyske U21-landshold. U21-EM 2021 blev delt i en gruppespilsperiode i marts 2021 og i en knock-out-fase fra 31. maj 2021 til 6. juni 2021, og Stefan Kuntz, der på dette tidspunkt er cheftræner for Tysklands U21-landshold, har indkaldt Vagnoman til den tyske trup til gruppespillet. Josha har spillet i alle tre gruppekampe og har kvalificeret sig med sit hold til knock-out-fasen. Han blev også indkaldt til knock-out-fasen og har med sit hold vundet turneringen efter en 1-0 sejr over Portugal. Josha Vagnoman har kun spillet i kvartfinalen mod Danmark.
Den 17. marts 2023 blev Josha Vagnoman indkaldt til det tyske A-landshold til venskabskampene mod Peru og Belgien. Han blev indskiftet i venskabskampen mod Belgien i Köln den 28. marts 2023.

## Profiler
- Josha Vagnomans spillerprofil hos UEFA (engelsk)
- Josha Vagnomans profil hos Tysklands fodboldforbund (tysk)
- Josha Vagnomans spillerprofil på Transfermarkt (engelsk)
- Josha Vagnomans profil på WorldFootball.net (engelsk)
- Josha Vagnomans spillerprofil på Soccerbase.com (engelsk)
- Josha Vagnomans profil hos FootballDatabase.eu (engelsk)
- Josha Vagnomans spillerprofil på Soccerway (engelsk)